# Generalstreik in Großbritannien 1926
Der Generalstreik in Großbritannien 1926 war einer der größten Generalstreike in England, der Auslöser waren die schlechten Arbeitsbedingungen für Bergleute, was zur Folge hatte, dass die Industrie neun Tage stillstand.

## Vorgeschichte
Im April 1926, schlossen viele Minenbesitzer die Bergleute aus. Ziel war es, dass die Arbeiter mehr arbeiten, aber für weniger Geld. Das hatte zur Folge, dass Arbeitnehmer aus dem ganzen Land aus ihrem Beruf austraten, zum Beispiel in Stahlwerken, aber auch in Druckereien, Hafendocks, Bahnhöfen und im Transportgewerbe.

## Der Generalstreik
Den Generalstreik rief der Trades Union Congress (TUC) aus, mit der Stilllegung der Industrie, wollte man die Regierung zum besseren Schutz der Arbeiter aufrufen. Tatsächlich mit Erfolg, mehr als eine halbe Million Arbeiter demonstrierte ab dem 3. Mai 1926. Die Regierung hingegen verfolgte eine härtere Linie, so kam es in manchen Städten zu Auseinandersetzungen mit den Ordnungskräften. Die Polizei ging dann hart gegen die Demonstranten vor. In Newcastle wurde sogar ein Kriegsschiff eingesetzt.

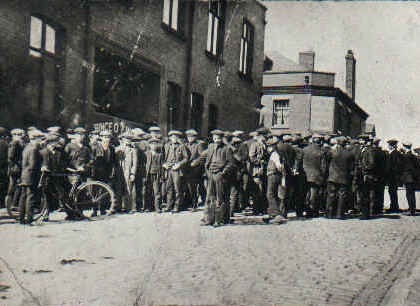
Bergarbeiter in Tyldesley, Wigan während des Streiks

## Entspannung
In den nächsten Tagen übernahmen viele Briten als Freiwillige die Aufgaben der Streikenden, wodurch viele Maßnahmen an Bedeutung verloren. Neun Tage nach Beginn, also am 12. Mai 1926, stellte die Trades Union Congress den Streik offiziell ein. Nach dem Ende des Generalstreiks protestierten viele Aufständische weiter. Im Herbst kamen die Aufbegehren zum Ende.

## Folgen
Während des Generalstreiks hatte es zwar Verhandlungen zwischen dem TUC gegeben, jedoch ohne Erfolg. Ein Jahr später erließ die Regierung ein Gesetz, was den Sympathiestreik verbot. Auch die Arbeiter hatten daraus keinen Nutzen gezogen, der Wochenlohn wurde von 6£ auf 3£ 18s gesetzt, so wären 6£ in Euro gerechnet (2019) 421,20€, 3£ 18 sind nur 273,78€.

## Hintergrund
Die wahrscheinlichsten Gründe sind die wirtschaftlich schweren Zeiten sowie die wachsende Angst vor dem Kommunismus.